# Greenbush (condado de Sheboygan)
Greenbush es un lugar designado por el censo ubicado en el condado de Sheboygan en el estado estadounidense de Wisconsin. En el Censo de 2010 tenía una población de 162 habitantes y una densidad poblacional de 91,05 personas por km².

## Geografía
Greenbush se encuentra ubicado en las coordenadas 43°46′41″N 88°5′39″O / 43.77806, -88.09417. Según la Oficina del Censo de los Estados Unidos, Greenbush tiene una superficie total de 1.78 km², de la cual 1.77 km² corresponden a tierra firme y (0.29%) 0.01 km² es agua.

## Demografía
Según el censo de 2010, había 162 personas residiendo en Greenbush. La densidad de población era de 91,05 hab./km². De los 162 habitantes, Greenbush estaba compuesto por el 100% blancos, el 0% eran afroamericanos, el 0% eran amerindios, el 0% eran asiáticos, el 0% eran isleños del Pacífico, el 0% eran de otras razas y el 0% pertenecían a dos o más razas. Del total de la población el 0% eran hispanos o latinos de cualquier raza.